# جراحی دهان و فک و صورت نوین
جراحی دهان و فک و صورت نوین عنوان کتابی است به ویراستاری جیمز هاپ، مایرون تاکر و ادوارد الیس سوم (با نام انگلیسی Contemporary Oral and Maxillofacial Surgery) که به عنوان مرجع درسی رشته جراحی فک و صورت در دانشگاه‌های مختلف دنیا تدریس می‌شود.
ویرایش نخست این کتاب در سال ۱۹۹۸ به ویراستاری لری پیترسون منتشر شد و به زودی کتاب درسی دانشجویان تخصص جراحی فک و صورت در آمریکا و کانادا مدبل شد و سپس به زبان‌های مختلف در دنیا ترجمه گردید. در سال ۱۹۹۳ چاپ دوم در سال ۱۹۹۸ چاپ سوم در سال ۲۰۰۳ چاپ چهارم و سرانجام در سال ۲۰۰۸ چاپ پنجم ارائه گردید.
آخرین ویرایش این کتاب در سال ۲۰۱۴ توسط مسعود یغمایی به فارسی ترجمه شده که در آن ۵ فصل تکمیلی و تألیفی و نیز ۳ ضمیمه دیگر نیز به کتاب افزوده شده‌آست. این کتاب به عنوان کتاب سال جمهوری اسلامی نیز انتخاب شده است.

## سرفصل‌ها
1. اصول جراحی
2. اصول خارج کردن دندان
3. جراحی پیش از پروتز و ایمپلنت
4. عفونت‌ها
5. درمان ضایعات پاتولوژیک دهان
6. تومورهای وارده به دهان و فک و صورت
7. ناهنجاری‌های دهانی-صورتی
8. اختلالات تمپرومندیبولار و درد صورت
9. درمان بیماران بستری
10. مباحث تکمیلی